# Alex Fojtíček
Alex Fojtíček (* 3. března 2000, Prešov) je slovenský fotbalový brankář. 
Svoji kariéru započal na svém rodném Slovensku v Tatranu Prešov, kde prošel mnohými věkovými kategoriemi.

### 1. FC Tatran Prešov
Byl to jeho první klub, ve kterém hrál až do roku 2016. Propracoval se ze žákovských kategorií až do reprezentace.

### Manchester United
Dne 25. srpna 2016 přestoupil do anglického Manchesteru United, kde s přestávkami strávil příští 4 roky. Byl taktéž prvním Slovákem v tomto klubu. Startu za první mužstvo se nedočkal. Většinu času kryl záda Matěji Kovářovi.

#### U18
V kategorii U18 odchytal 32 zápasů a měl 5 čistých kont.

#### U23
V létě 2023 začal hrát za kategorii U23. Oproti kategorii U18 dostal velmi málo prostoru, zasahoval pouze ve třech zápasech.

### Stalybridge Celtic FC (hostování)
Patrně kvůli malému vytížení byl dne 6. srpna 2019 poslán na půlroční hostování. Za tuto dobu stihl odehrát 29 zápasů, z toho 23 ligových.
Ale do akademie Manchesteru United se nevrátil nadlouho, protože dne 10. ledna 2020 byl poslán na další půlroční hostování, opět do Stalybridge. Toto hostování odchytal 11 zápasů, z toho 9 ligových.

### Blackpool FC
Dne 25. srpna 2020 přestoupil s ročním kontraktem jako volný hráč do takzvaných Seasiders, ale neodchytal za ně ani jeden zápas. O necelý rok později přestoupil zpět do jeho domoviny, na Slovensko.

### ŠK Partizán Bardejov
Dne 17. července 2021 přestoupil opět jako volný hráč do Partizánu Bardejov. V sezóně 21/22 odehrál 11 zápasů a vychytal 2 čistá konta.

### SFC Opava
Po úspěšných testech přestoupil dne 30. ledna 2023 do opavského týmu. Svůj první zápas však odehrál až v sezóně 23/24 proti Holešovu, kdy získal čísté konto. 4. ledna 2024 se s ním klub dohodl na rozvázání smlouvy, takže si nezahrál ani jedno ligové utkání v A-týmu. 

### FC Hlučín (hostování)
Dne 8. března 2023 odešel na půlroční hostování bez možnosti opce do třetiligového Hlučína. Za celé hostování obdržel 4 góly a odehrál 450 minut.

### 1. FC Tatran Prešov (návrat)
Po osmi letech se dne 16. února 2024 vrátil do svého prvního klubu, do Tatranu Prešov. Prvního ligového startu se dočkal 9. května 2025 proti rezervě bratislavského Slovanu. S týmem slavil postup Prešova zpět do nejvyšší slovenské soutěže. Po mistrovské sezoně Prešov opustil.